# 八柱村
八柱村（やはしらむら）は、明治時代中期から昭和時代前期まで存在していた千葉県東葛飾郡の村。
現在の松戸市東南部地域にあたる。地形的には下総台地の南西端にあたる。村役場は現在の松戸市紙敷に置かれた。
今日、松戸市内において「八柱（やはしら/やばしら）」と呼称されている地域は概ね旧高木村に含まれ、八柱村の旧村域とは重ならない部分が多い。

## 歴史
明治22年（1889年）、大橋・秋山・高塚新田・紙敷・和名ヶ谷・河原塚・田中新田・串崎新田の8ヶ村の合併によって発足する。これらの村々は同一戸長役場・学区に所属しており、農村地帯であった事に由来する。村名の「八柱」は8つの地域（旧村）が一致協力して新村の柱となり、民福増進にあたると言う意味の瑞祥地名である。 
当時の八柱村はいわゆる陸の孤島であり、米やネギなどを栽培する純粋な農村地域であった。明治33年（1900年）八柱村大橋（現在二十世紀が丘に属する）の松戸覚之助が二十世紀梨の生育に成功すると、この地域の梨栽培が注目されるようになり、高塚新田などを中心に村内で広く栽培されるようになった。また昭和10年（1935年）、東京市が田中新田の土地73町3反余りに墓地（後の八柱霊園）を設置した。
関東大震災では村立小学校（八柱尋常高等小学校、現在の松戸市立東部小学校）など多くの建物が倒壊しその再建の為に多額の負債を抱えた。さらに世界恐慌が追い討ちをかけ同村財政は破綻寸前となる。そこで昭和13年（1938年）4月1日、八柱村は市制施行のために周辺との合併を進めていた松戸町に事実上の救済の形で合併されてその歴史に幕を閉じた。50年前に作られた瑞祥地名でしかない八柱の名が残ったのは八柱霊園のみであった。
なお村役場があった場所は現在住宅地となっているが、その一角に当時の役場で使用されていた井戸が80余年経った今も残っている。

## 通称としての「八柱」
一旦使用されなくなった八柱という地名はその後位置をずらして復活する。第二次世界大戦後に同地域に鉄道が開通すると、広く知られていた八柱霊園の最寄り駅ということで、新京成電鉄（現・京成電鉄京成松戸線）八柱駅（読み「やばしら」）、次いで国鉄（現・JR）武蔵野線新八柱駅（読み「しんやはしら」）が開設された。そのため八柱霊園と駅を囲んだ一帯が今日において八柱という通称で呼ばれることがある。しかし両駅ともその所在地は旧八柱村内ではなく北隣の旧高木村に属する。
現在において実際の旧八柱村中心部に一番近い駅は東松戸駅である。今日の八柱という地名は旧八柱村内には存在していない。